# ليوبومير ريستوفسكي
ليوبومير ريستوفسكي هو مدرب كرة قدم ولاعب كرة قدم صربي في مركز الوسط، ولد في 29 نوفمبر 1969 في كنين في كرواتيا. لعب مع كابوسكورب ونادي أونياو دا ماديرا وناسيونال ماديرا.

## وصلات خارجية
- ليوبومير ريستوفسكي على موقع قاعدة بيانات كرة القدم.إي يو (الإنجليزية)
- ليوبومير ريستوفسكي على موقع عالم كرة القدم.نت (الإنجليزية)